# Erich Kühnhackl
Erich Kühnhackl (* 17. říjen 1950 Citice, Československo) je bývalý německý lední hokejista původem z Česka, bývalý trenér německé hokejové reprezentace a viceprezident německého hokejového svazu (DEB).

## Kariéra
Kühnhackl emigroval z Československa spolu se svými rodiči po vstupu vojsk Varšavské smlouvy v roce 1968 do Západního Německa, kde se usadil ve městě Landshut. V místním klubu EV Landshut pokračoval ve své hokejové kariéře, kterou zahájil v klubu HC Baník Sokolov. Po několika letech přestoupil do Kölner EC. V závěru své hokejové kariéry pak nastupoval také ve švýcarském klubu EHC Olten.
Spolu se svými spoluhráči z Landshutu Aloisem Schloderem a Klausem Auhuberem dokázal vybojovat na Zimních olympijských hrách v roce 1976 v Innsbrucku historickou bronzovou medaili. Na mistrovství světa 1978 vyhrál kanadské bodování. Od 16. října 2008 je viceprezidentem Německého hokejového svazu. Svoji kariéru ukončil v roce 1989, u hokeje zůstal jako trenér. Je ženatý, má tři děti. Jeho nejmladší syn Tom Kühnhackl je velmi nadějným hokejistou, byl účastníkem MS 2009 hráčů do 18 let.

## Individuální úspěchy a ocenění
- člen Síně slávy Mezinárodní hokejové federace od roku 1997